# 馬西莫·桑托斯
馬西莫·桑托斯（Máximo Santos，1847年4月15日—1889年5月19日）是烏拉圭政治人物，烏拉圭紅黨成員，出生於潘多。1882年至1886年擔任烏拉圭總統，1889年卒於布宜諾斯艾利斯。